# David Kamau
David Nganga Kamau est un boxeur kényan né le 4 août 1965.

## Carrière
David Kamau est médaillé d'or dans la catégorie des poids super-légers aux Jeux africains de Nairobi en 1987.
Aux Jeux olympiques d'été de 1988 à Séoul, il est éliminé au troisième tour  dans la catégorie des poids super-légers par le Mongol Sodnomdarjaagiin Altansükh.